# Лечение ХОБЛ
Цели лечения ХОБЛ следующие:
- предупреждение усугубления течения болезни
- облегчение симптомов
- улучшение переносимости физической нагрузки
- предупреждение и терапия осложнений
- предупреждение и терапия обострений
- снижение смертности

## Профилактические мероприятия

### Меры по контролю над курением
Повышение акцизных налогов на табачную продукцию, наряду с мерами по контролю над нелегальным оборотом, является наиболее эффективной мерой по снижению распространённости курения. Запрет курения на общественных территориях: закрытых помещениях и местах массового пребывания людей и работы должно поддерживаться правительством, организаторами здравоохранения и вообще всем обществом. Контроль над табакокурением называют наиболее экономически выгодным способом уменьшить действия факторов развития ХОБЛ. К другим важным мерам относится полный запрет рекламы, предупредительные надписи на пачках, социальная антитабачная реклама, оказание помощи бросающим курить. Более детальный список эффективных мер обозначен в Рамочной Конвенции ВОЗ.
Однако не стоит забывать, что такой ограничительно-запретительный подход является дискриминационными по отношению к курящим людям. Поэтому самым эффективным методом контроля будет являться скорейшее признание никотиновой зависимости болезнью и лечение никотинозависимых людей на средства вырученные от акцизных налогов.
По данным ВОЗ:

… прекращение курения — самый важный шаг в направлении постепенного уменьшения риска для здоровья, испытываемого курильщиками, и таким образом улучшения здоровья мира… Исследования показали, что 75—80 % курильщиков хотят бросить курить, причём 1/3 из них делала по крайней мере 3 серьёзные попытки прекратить курение… Если даже малая доля из 1,1 млрд сегодняшних курильщиков сможет бросить курить, то будут получены огромные выгоды как для здравоохранения, так и для экономики. ВОЗ призывает правительства, сообщества, организации, школы, семьи и отдельных граждан помочь нынешним курильщикам бросить их пагубную и наносящую ущерб привычку.

По данным исследований, средства, вложенные в антитабачные компании, оправдывают себя увеличением продолжительности жизни.
Мероприятия по оказанию помощи по отказу от курения включают:
- использование никотинзамещающей терапии, такой как накожные пластыри, жавательная резинка, ингаляторы
- консультации врачей и других медицинских работников
- групповые программы и программы самопомощи
- формирование общественного мнения в пользу отказа от курения

В ходе анализа разных стран показано, что антитабачные программы (стоимостью от 990 до 13000 долларов), продляют продолжительность жизни в популяции в среднем на 1 год. По данным Национальной службы здравоохранения Великобритании, программы, стоимостью 212—873 фунтов стерлингов (320—1400 долларов США), дают дополнительный год жизни.
Ключевым звеном в мероприятиях по отказу от курения являются врачи, медицинские сестры, стоматологи, психологи, фармацевты и другие медицинские работники. Глобальная стратегия рассматривает табачную зависимость как хроническое заболевание, напоминающее другие виды наркотической зависимости, протекающее в виде череды рецидивов; в глобальной стратегии предлагается следующий алгоритм помощи пациентам лечение табачной зависимости:
- выявление курильщиков при работе с пациентами методом активного опроса
- убеждение всех курильщиков табака в необходимости отказа от курения
- оценка склонности к попытке бросить курить
- помощь в создании плана лечения, обеспечение пациента социальной поддержкой, а при необходимости — фармакотерапией
- контроль за состоянием пациента после лечения[1]

## Фармакотерапия

### Бронхолитики
Бронхолитики (бронходилататоры) являются одной из основных групп препаратов, назначаемых при ХОБЛ. Они не только устраняют одышку, но и влияют на ряд звеньев патогенеза. Бронхолитики могут повлиять только на обратимый компонент бронхиальной обструкции. На сегодняшний день существуют 3 основные группы бронхолитиков.

#### β2-адреномиметики
β2-агонисты уменьшают тонус гладких мышц бронхиального дерева путём стимуляции β2-адренорецепторов.
Особое место в терапии ХОБЛ занимают пролонгированные β2-агонисты. В России зарегистрировано 2 таких препарата:
- салметерол (Серевент)
- формотерол (Оксис, Форадил)

Эффект применения формотерола в дозе 24 мкг/сут и сальметерола в дозе 50 мкг/сут подтвержден в различных исследованиях. G. Celik с сотрудниками сравнивали почасовую динамику действия формотерола и сальметерола. Эффект формотерола проявляется на 10-й минуте после ингаляции, а сальметерол вызывает значимый прирост ОФВ1 только через 20 мин после приема, оба препарата достигали пика действия через 60—120 мин, а продолжительность действия обоих препаратов составила более 12 ч. Разницы в динамике ОФВ1 у салметерола и формотерола не отмечалось.
Имеются и другие эффекты длительных β2-агонистов:
- уменьшение бронхиальной гиперреактивности, и посредством этого — дополнительное расширение бронхов.
- подавление пролиферации гладкой мускулатуры бронхов
- подавдение адгезивных свойств и хемотаксиса нейтрофилов, снижение их выхода за пределы сосудистого русла и предотвращение их дегрануляции; это обусловлено наличием β2-адренорецепторов на поверхности нейтрофилов
- подавление адгезии Haemophilus influenzae к поверхности эпителия; подавление адгезии Pseudomonas aeruginosa к эпителию и цитопротективное действие против её токсинов
- стимуляция мукоцилиарного транспорта, увеличение частоты биения ресничек[2]

#### М-холиноблокаторы
Ипратропия бромид является наиболее распространённым препаратом для лечения ХОБЛ. Он обеспечивает бронходилатационный эффект, более продолжительный, чем β2-агонисты короткого действия (сальбутамол, фенотерол). Ипратропий действует в течение 12 часов, поэтому его необходимо использовать 2 раза в сутки. В изолированной форме выпускается под торговыми названиями Атровент и Ипратропиум Стери-Неб. Часто используется в виде комбинации с фенотеролом, такая комбинация выпускается под маркой Беродуал.
В комбинации с сальбутамолом выпускается под маркой Ипрамол Стери-Неб.
Тиотропия бромид относится к четвертичным аммониевым соединениям. Он селективен по отношению к М1- и М3- холинорецепторам, и поэтому не обладает системными побочными действиями (сухость слизистых, аритмогенные свойства и т. д.). Тиотропий обеспечивает бронходилатационный эффект в течение 24 ч, что позволяет его назначать 1 раз в сутки.
В исследовании MISTRAL участвовали пациенты ХОБЛ с ОФВ1 30—65 % и частотой обострения не реже 1 раза в год. Пациенты были распределены на две группы, получавшие тиотропия бромид ингаляционно в суточной дозе 18 мкг или плацебо. В качестве дополнительной терапии использовались короткодействующие β2-агонисты, ингаляционные глюкокортикостероиды, исключался прием β2-агонистов длительного действия, холиноблокаторов.
Другие препараты: ревефенацин.

#### Ксантины
Бронходилатационный эффект ксантинов ниже, чем м-холиноблокаторов или β2-агонистов. Бронхорасширяющее действие эуфиллина проявляется при концентрации его в плазме крови выше 10 мг/л, а при концентрации выше 20 мг/л проявляются его аритмогенные свойства. Ксантины не применяются в качестве монотерапии ХОБЛ, однако при тяжёлых формах заболевания включение их в схему лечения может улучшить клиническую картину заболевания.

### Глюкокортикостероиды
ИГКС назначаются 40—50 % больных ХОБЛ. При этом многие исследования свидетельствуют о минимальной эффективности, или неэффективности ГКС при ХОБЛ.
Проникнув через клеточную мембрану молекулы ГКС взаимодействуют с комплексом глюкокортикоидный рецептор (ГКСр) + иммуноглобулин p59 (Ig p59) + белок теплового шока-90 (heat shock protein, HSP-90), при этом ГКСр меняет свою конформацию. Димеры ГКС-ГКСр, приникая в клеточное ядро, связываются с участками ДНК-глюкокортикоид-отвечающими элементами (GRE — glucocorticoid response elements), что ведет к экспрессии соответствующих генов и синтезу липокортина и других противовоспалительных белков.
Помимо этого, димеры ГКС-ГКСр связываются с факторами транскрипции (активаторный белок AP-1), препятствуют образованию ядерных факторов (например, NF-kB), обладающих провоспалительной активностью, а также могут связываться с GRE, входящими в состав генов, и тем самым ингибировать синтез субстанций, участвующих в воспалении (например, ИЛ-6). При ХОБЛ большое значение в формировании стероидорезистентности отводится окислительному стрессу. Последний влияет на активность ГКСр и, возможно, на переход димера ГКС-ГКСр в ядро, а также угнетает способность ГКС ингибировать синтез фактора NF-кB.
В стандарт лечения среднетяжёлого и тяжёлого обострения ХОБЛ входит преднизолон в дозе 5 мг, по 1 таблетке утром. Доказано, что применение системных ГКС короткими курсами при обострении ХОБЛ способствует более быстрому и более выраженному увеличению ОФВ1, сокращению продолжительности нахождения в стационаре и формированию длительной ремиссии. Оптимальная продолжительность курса — около 2 недель. При наличии выраженной дыхательной недостаточности системные ГКС назначаются внутривенно.
Ингаляционные глюкокортикостероиды (ИГКС) обладают высокой аффинностью к ГКСр (превышающей таковую гидрокортизона примерно в 100 раз), и низкой биодоступностью при приеме внутрь, что обусловливает значительно меньшую частоту системных побочных явлений в сравнении с системными ГКС. ИГКС выпускаются в виде дозированных аэрозольных (ДАИ), дозированных порошковых ингаляторов (ДПИ), растворов для использнования в небулайзерах. Небулайзерная терапия показана пациентам с тяжёлым обострением ХОБЛ при невозможности использования дозированных ингаляторов

### Муколитики
- Применение муколитиков[11][12]

### Другие препараты
- Фенспирид (Эреспал)[13][14] (с 2019 года отозван с рынка в России и рекомендован к отзыву в Евросоюзе из-за рисков со стороны сердечно-сосудистой системы[15][16])
- энсифентрин[англ.] (Ингибитор фосфодиэстеразы)

## Хирургическое лечение
- В некоторых случаях операции по поводу эмфиземы лёгких.

## Реабилитационные мероприятия
- Физические тренировки[17].

## Лечение обострения ХОБЛ
- Когда заболевание прогрессирует, и ингаляторы не облегчают всех симптомов, к лечению добавляют длительную кислородотерапию (не менее 15 часов в сутки, возможны перерывы не более 2 часов подряд в течение дня). Длительная кислородотерапия положительно влияет на качество и продолжительность жизни больных[20][21][22][23][24]